# Aleksandra Samusienko
Aleksandra Grigorjewna Samusienko (ur. 1922, zm. 1945) – radziecka czołgistka, uczestniczka II wojny światowej, dowódca czołgu i plutonu oraz kapitan RKKA. Kiedy dowódca jej batalionu zginął podczas bitwy na łuku kurskim, postanowiła pokierować batalionem i z powodzeniem wyciągnęła go z obławy. Jej postawa została nagrodzona Orderem Czerwonej Gwiazdy. Zginęła pod Zülzefitz w trakcie operacji pomorskiej.